# Oskar Morgenstern
Oskar Morgenstern (24. ledna 1902 Görlitz, Německá říše – 26. července 1977 Princeton, USA) byl rakouský ekonom a spolu s Johnem von Neumannem zakladatel teorie her. Některé zdroje uvádí, že byl potomkem neuznané dcery německého čísaře Fridricha III.

## Život
Morgenstern vyrostl v německém Zhořelci, kde také chodil do školy. V roce 1925 promoval na univerzitě ve Vídni a získal doktorát z politických věd. Od roku 1925 až do roku 1928 odešel na tříleté stipendium financované Rockefellerovou nadací. Po návratu v roce 1928 se stal profesorem ekonomie na univerzitě ve Vídni až do roku jeho návštěvy na Princetonské univerzitě v roce 1938.
V roce 1935 publikoval Morgenstern článek o "Perfektní předvídavostí a ekonomické rovnováhy", po kterém mu Eduard Čech ukázal článek Johna von Neumanna, "Zur Theorie der Gesellschaftsspiele" (1928). Stal se členem fakulty na Princeton University, ale přiklonil k Instituci pro pokročilejší studium. V roce 1944 se setkal s matematikem John von Neumannem a spolu psali knihu "Teorie her a ekonomického chování", která je vnímána jako první kniha o teorii her. Teorie her je matematická teorie o ekonomice, strategických a vyjednávacích situacích, které mohou nastat při podnikání, válce, stejně jako při deskových hrách jako šachy.
Nicméně jeho hlavním přínosem bylo ekonomická analýza knihy. V tomto roce (1944) se stal Morgenstern občanem Spojených států, a o čtyři roky později se oženil se svou Dorothy Young. Až do svého odchodu do důchodu v roce 1970, Morgenstern zůstal na Princetonské univerzitě jako profesor v oboru ekonomie. V tu dobu Morgenstern napsal více článků a knih, například "Na Přesnost ekonomických pozorování". Nicméně tyto knihy nebudou mít stejný dopad jako jeho práce s Johnem von Neumannem. Oskar Morgenstern zemřel v Princetonu, New Jersey v roce 1977.